# あの頃にもう一度
「あの頃にもう一度」（あのころにもういちど）は、1983年1月21日に発売された早見優の4枚目のシングル。発売元はトーラスレコード。

## 概要
表題曲は元々、当時の所属事務所サンミュージックプロダクションの先輩である中山圭子が歌う予定だったが、偶然デモテープを聴いた早見がこの曲を大変気に入り、「いつかレコーディングしたい」と意思表示したところ、ディレクターがこれを容認したことによりシングルとして発売されることになったという経緯がある。

## 収録曲
1. あの頃にもう一度 (3分00秒)
作詞・作曲：松宮恭子 / 編曲：鷺巣詩郎
2. 愛のブレスレット (3分17秒)
作詞：三浦徳子 / 作曲：松尾一彦 / 編曲：鷺巣詩郎